# Paralimna molossus
Paralimna molossus är en tvåvingeart som beskrevs av Ignaz Rudolph Schiner 1868. Paralimna molossus ingår i släktet Paralimna och familjen vattenflugor. Inga underarter finns listade i Catalogue of Life.